# Matilde Pérez Mollá
Matilde Pérez Mollá (Cuatretondeta, Alicante, *1858 - †1936): Primera alcaldesa de España, de la población de Cuatretondeta, por designación del gobernador de Alicante.

## Biografía
Estuvo casada con el alcoyano Rafael Blanes Serra, con el que vivió en Cartagena y tuvo una hija. Se trasladaron a Quatretondeta en 1913, falleciendo su marido un año después y convirtiéndose ella en la cabeza de familia.
En el ayuntamiento de 1924, había 6 concejales. Entre ellos, había una mujer: doña Matilde Pérez Mollà. Fue designada alcaldesa en 1924 por Cristino Bermúdez de Castro, gobernador civil y militar de la provincia de Alicante en tiempos de la dictadura de Primo de Rivera. Matilde fue elegida porque era una mujer perteneciente a la familia más pudiente de Quatretondeta, la senyora vella. Una mujer con una autoridad indiscutible, conocida por su cultura y su formación. 
Durante su mandato (27 de octubre de 1924-1 de enero de 1930) de casi seis años se modernizó el municipio, se construyó la primera carretera del pueblo, que une esta población con la vecina Gorga, y se instaló la luz eléctrica en calles y hogares. Parece ser que recorría el pueblo a caballo supervisando personalmente las medidas adoptadas para su mejora. Se la considera una mujer pionera que abrió las puertas del mundo de la política a las mujeres. 

## Las primeras alcaldesas de España
A esta pionera le siguieron, también en tiempos de Alfonso XIII, Concepción Pérez Iglesias en el municipio pontevedrés de Portas (1925 y 1930) y Petra Montoro Romero, en Sorihuela del Guadalimar (Jaén), en 1925. Después fueron designadas Benita Mendalio, en Bolaños de Campos (Valladolid), de 1926 a 1930, y Dolores Codina, en El Talladell (actualmente anexionada a Tárrega, Lérida), en 1927 o Amparo Mata en 1930, en Sotobañado y Priorato (Palencia).   
La primera mujer alcaldesa durante la Segunda República fue María Domínguez Remón, que tomó posesión el 28 de julio de 1932 en Gallur (Zaragoza), nombrada por el gobernador civil entre los miembros de la comisión gestora municipal. 
En una capital de provincia, la primera fue Pilar Careaga, alcaldesa de Bilbao entre 1969 y 1975, durante los años de la dictadura del General Francisco Franco (1939-1975).

## Reconocimientos
En 2004, el consistorio de Cuatretondeta, dirigido por la alcaldesa María Magdalena Chiquillo, reconoció públicamente a Pérez Mollá en un acto de homenaje, dedicándole una calle y colocando una placa en la fachada de la vivienda donde nació. 